# Ringang
(Chhangngöpa) Ringang ou Rinchhengang, de son nom personnel (Chang Ngopa) Rinzin Dorje (tibétain : (བྱང་ངོས་པ)་རིན་སྒང ; རིག་འཛིན་རྡོ་རྗེ ; Wylie : (byang ngos pa) rin sgang ; rig 'dzin rdo rje) (1901 / 1904 - 23 mars 1945) est un homme politique et ingénieur tibétain. Il appartient à la noblesse tibétaine.

## Famille
Il est le second fils de Ringang Kalsang Nyima, un ancien mipön (maire) de Lhassa.
Rinchhengang est en réalité le nom du domaine familial près de Tolung, au nord de Lhassa.

## Études

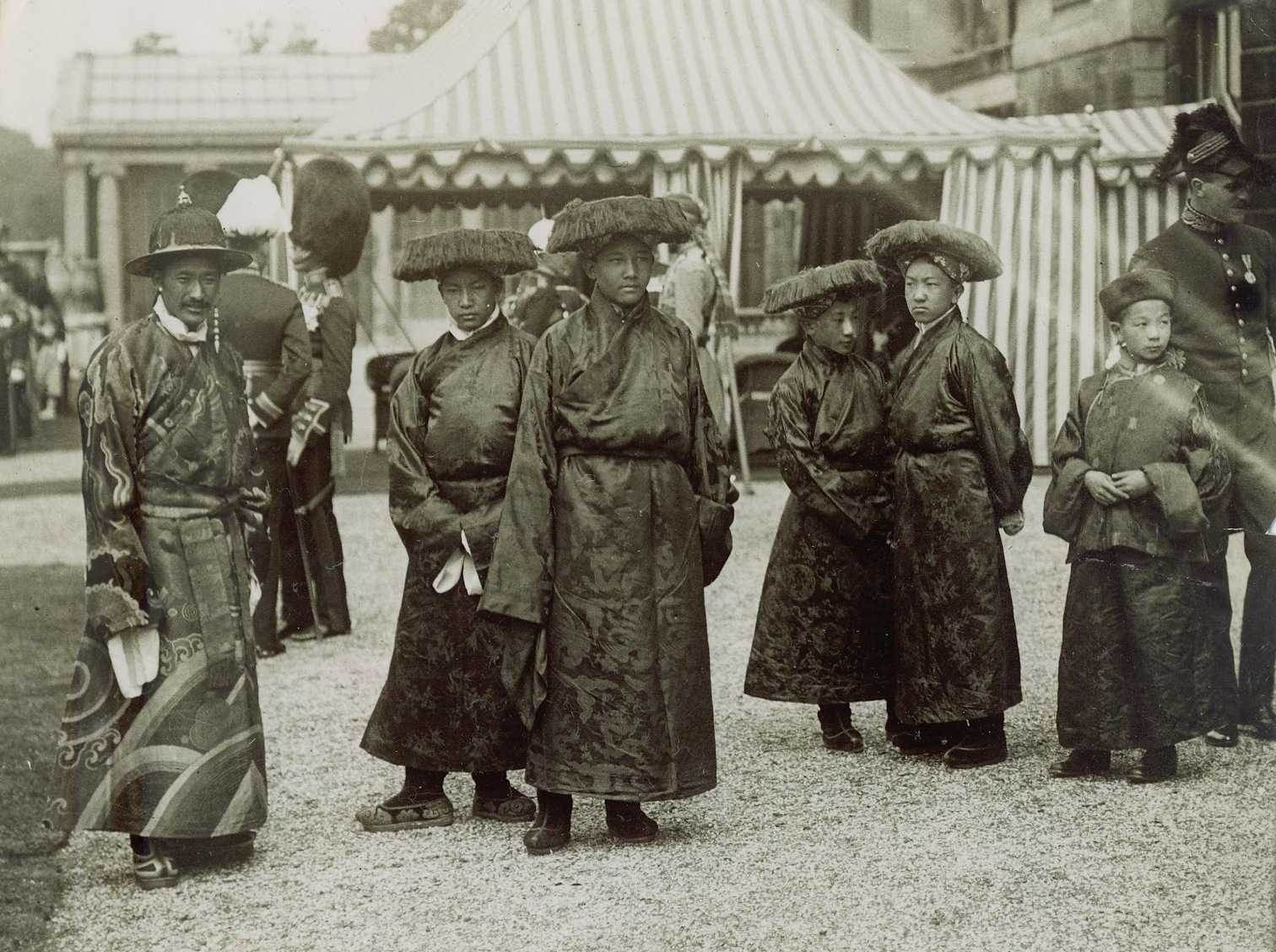
Lungshar, Möndro, Ringang, Kyibu II et Gongkar au palais de Buckingham le 28 juin 1913 après avoir été reçus en audience par le roi George V

Ringang est l'un des « quatre Tibétains de Rugby », jeunes garçons envoyés en 1913 en Angleterre pour y faire des études secondaires et y acquérir une formation professionnelle, les trois autres étant Kyibu II, Möndro et Gongkar. Arrivés en Angleterre le 24 avril, ils furent tous admis à l'académie militaire de Heathend, puis à la public school de Rugby. En juin, avec leur mentor, Lungshar, ils furent reçus en audience par le couple royal.
Décrit comme un élève  brillant à Rugby, Ringang obtint ensuite un diplôme de génie électrique et hydroélectrique En 1918, il rentra au Tibet. En 1919, il retourna en Angleterre pour un complément de formation, puis en revint en 1924, apportant avec lui l'équipement nécessaire à la construction de la centrale hydroélectrique de la vallée de Dodé,.
Ces séjours ont été approuvés par Sir Charles Bell et le 13e dalaï-lama.

## Carrière

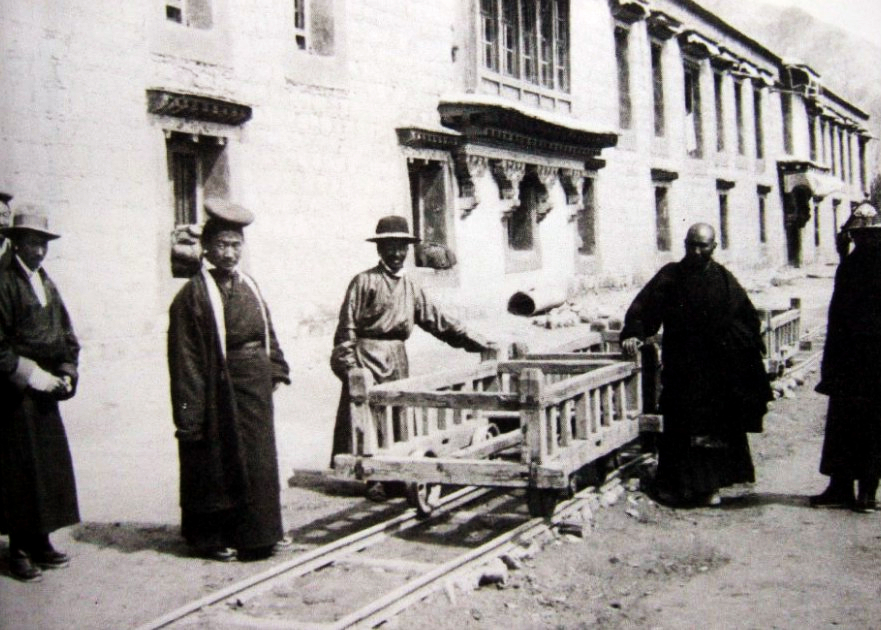
Ringang devant le Drapchi Lekhung en 1933

À partir de 1921, il travailla comme fonctionnaire du gouvernement du Tibet. Il jouissait de la confiance du 13e dalaï-lama.
Il créa la centrale hydroélectrique de la vallée de Dodé, située au nord de Lhassa, la première centrale hydroélectrique du Tibet. Il commença la construction en 1924 et mit en service la centrale en 1927.
En 1933, il fut nommé fonctionnaire municipal (Nyertshangnga) et dzongpön de Burang. Il ne résidait cependant pas au dzong de Burang et continuait à vivre à Lhassa. En 1935, il créa Drapchi Lekhung, la première usine hydroélectrique, située à Drapchi près de Lhassa .
Dans les années 1930, il travailla comme interprète en anglais auprès du bureau du Kashag et, en 1933, auprès de Frederick Williamson (en). En 1937, il fut promu officiel de 4e grade du gouvernement. En septembre 1943, il devint l'assistant du bureau des Affaires étrangères du Tibet. Il mourut 18 mois plus tard.